# Rolf Bolin (arkitekt)

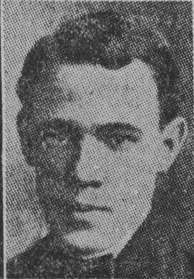
Rolf Bolin

Rolf Ebbe Bolin, född 15 september 1895 i Folkärna socken, död 13 februari 1933 i Stockholm, var en svenska arkitekt.

## Biografi

Ritningssignatur, 1924

Han avlade studentexamen i Uppsala 1914 och studerade 1914-1917 vid Kungliga tekniska högskolan med påföljande studier vid Kungliga Akademien för de fria konsterna. Han praktiserade under studietiden hos professor Lars Israel Wahlman i Stocksund. Efter studietiden tjänstgjorde han som arkitekt i Stockholm med en stor egen praktik vid sidan av uppdrag hos Byggnadsnämnden.
Han står bakom ett flertal bostadshus i tjugotalsklassicism i huvudstaden och har bland annat ritat Stigbergsgatan 32 (1929) och Linnégatan 88 & 90 (1929). I flera fall arbetade han tillsammans med arkitektfirman Bocander & Cronvall som stod för planerna medan Bolin utformade fasaderna. Så skedde på Vanadisplan 3-5 (1926), Sveavägen 35-39 (1927), Sven Rinmans gata 4 (1930). Han formgav även fasaderna till det nya tryckeriet i anslutning till Bonnierhuset på Luntmakargatan 39-45, där Mauritz Dahlberg stod för planerna.
Rolf Bolin medverkade som arkitekt i Bygge och Bo-utställningen 1927 i Äppelviken, Bromma. Rolf och hans hustru samt mor kom att bosätta sig i ett av honom ritat hus på Ekorrvägen 1 som utmärkte sig bland utställningens 29 villor.

## Bilder av några verk

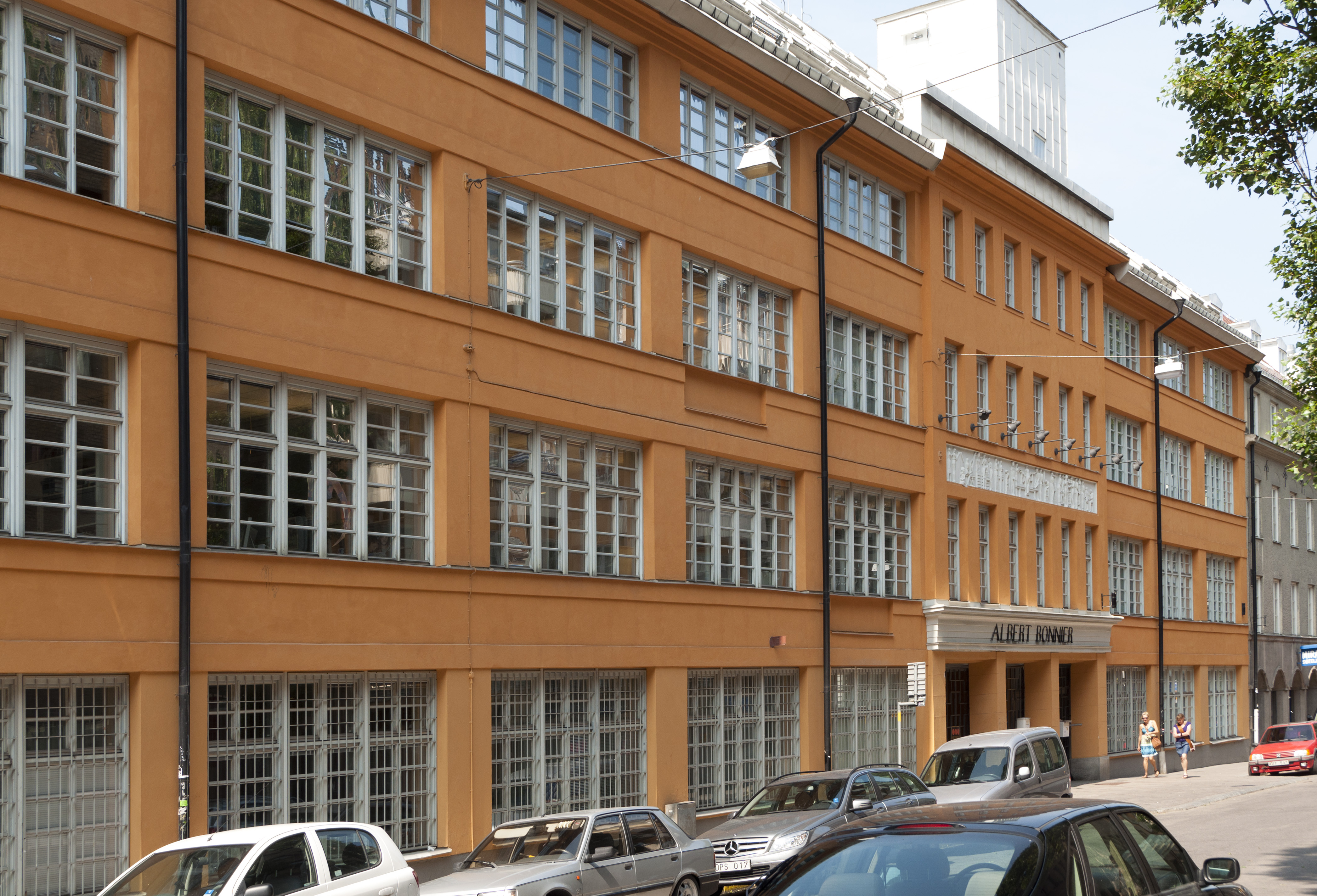
Luntmakargatan 39-45, Stockholm
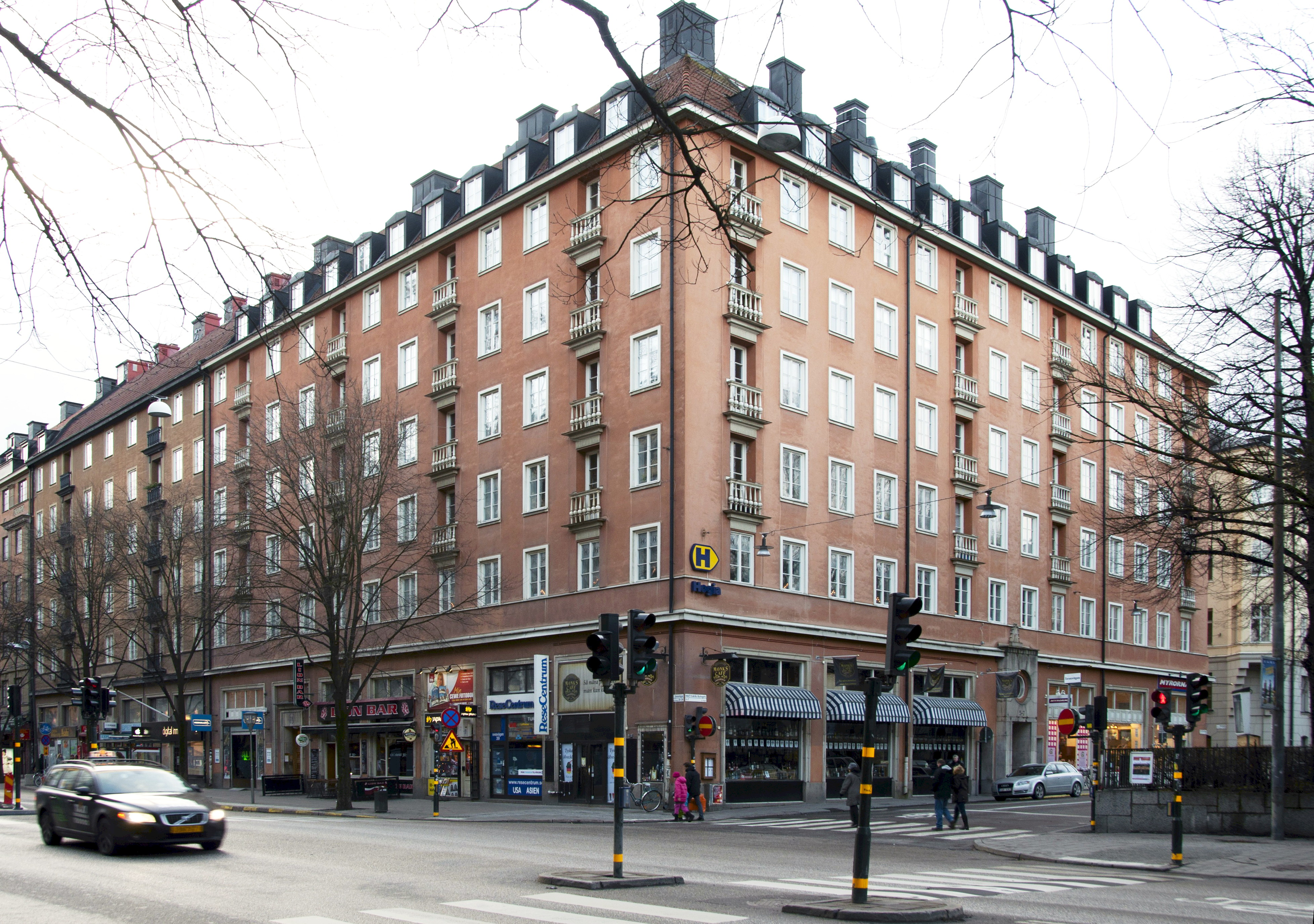
Sveavägen 35-39, Stockholm
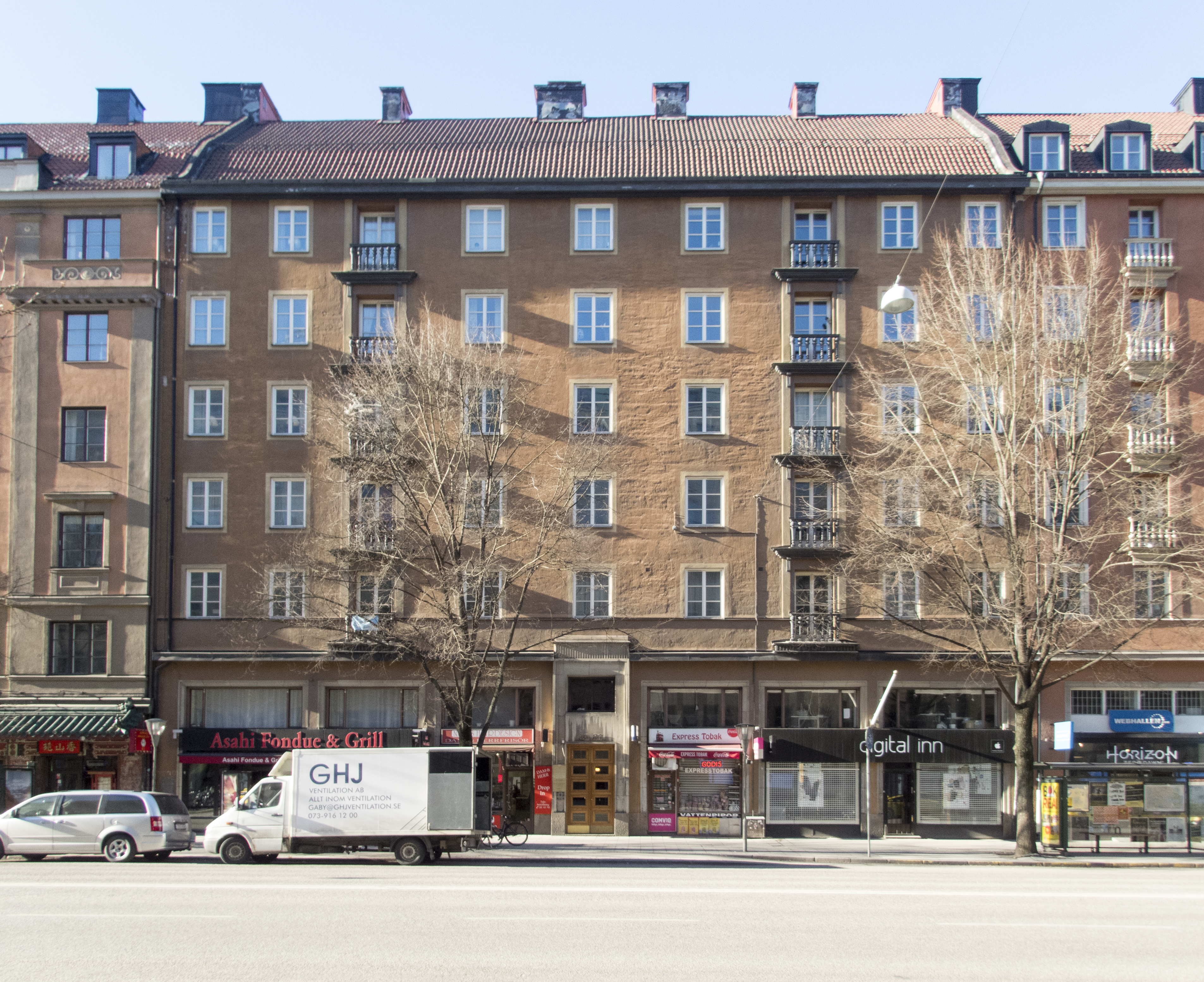
Sveavägen 35, Stockholm
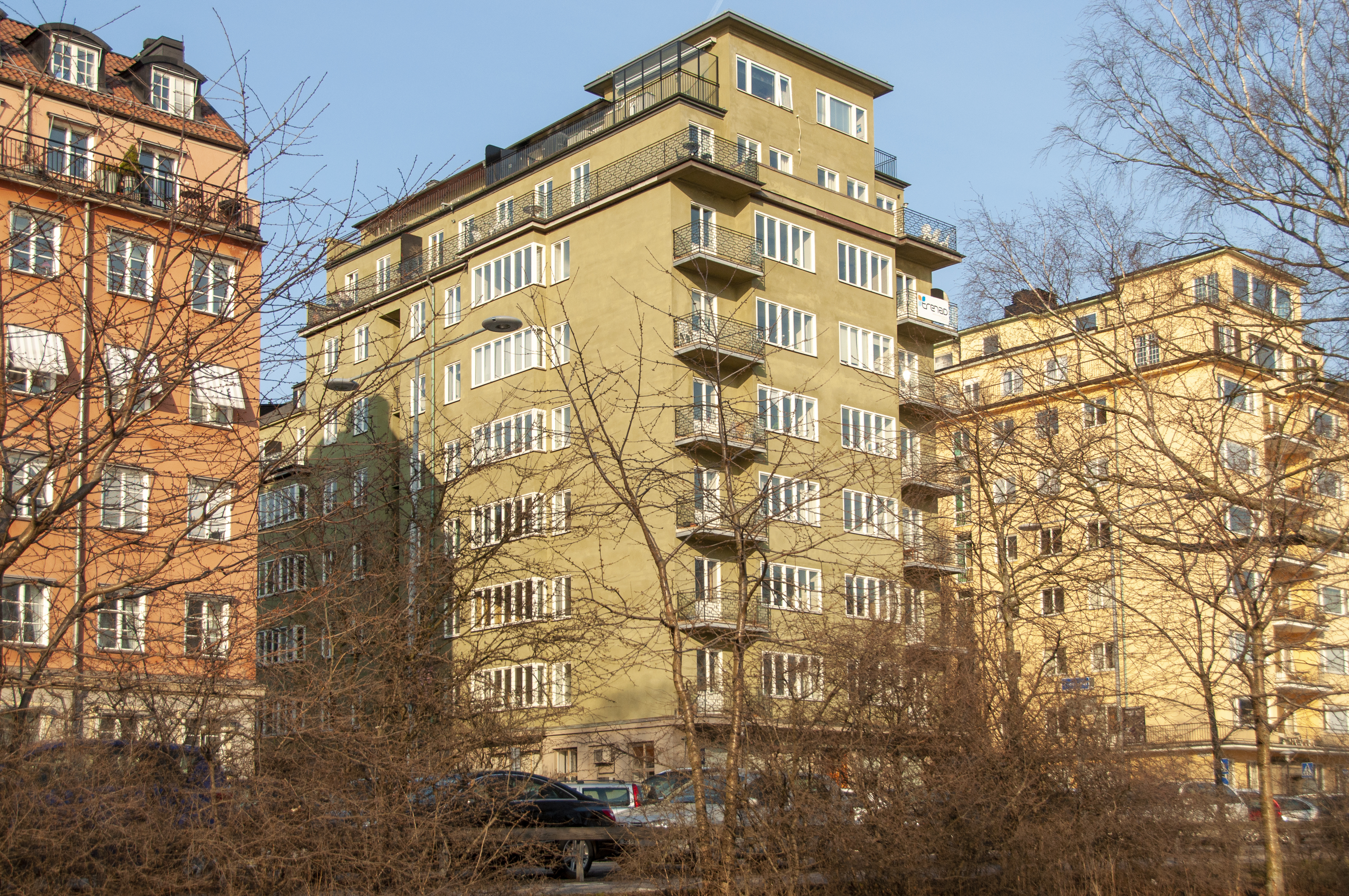
Norr Mälarstrand 58, Stockholm
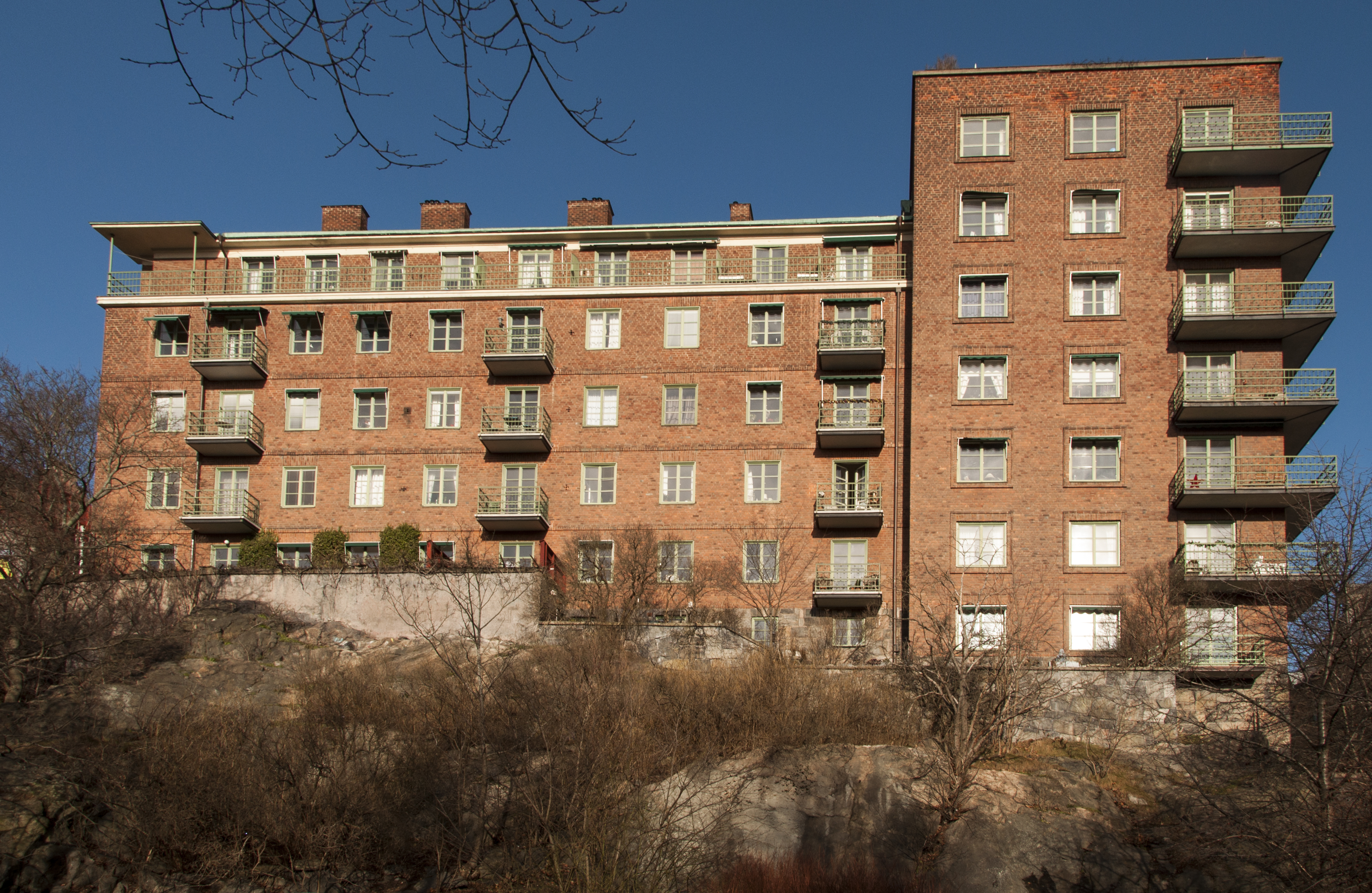
Stammen 23, Stockholm
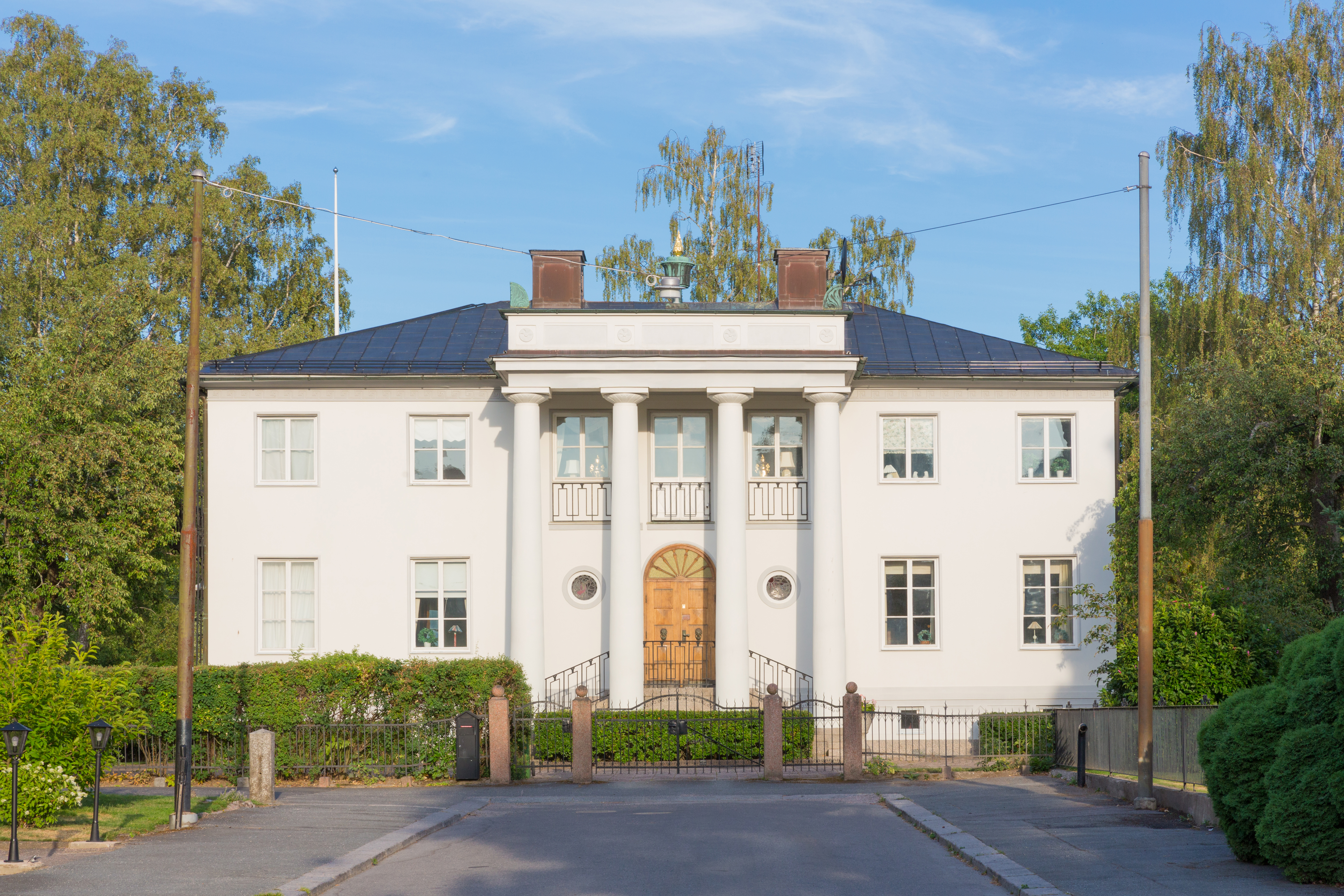
Olaigatan 44, Örebro